# Raymond Khoury
Raymond Khoury (* 1960 in Beirut, Libanon) ist ein Schriftsteller und Drehbuchautor, berühmt durch seinen Thriller Scriptum.

## Biografie
Raymond Khoury wurde im Libanon geboren, zog aber 1975 mit Ausbruch des Bürgerkriegs nach Rye, New York. Nach Abschluss der Schule kehrte er in den Libanon zurück, um an der American University of Beirut Architektur zu studieren. Dort illustrierte er für die Oxford University Press mehrere Kinderbücher. Beim erneuten Ausbruch des Bürgerkriegs 1984 verließ er den Libanon erneut und ging nach London.
Aufgrund der schlechten Arbeitsmarktsituation Mitte der 80er absolvierte er zusätzlich ein MBA-Programm am European Institute of Business Administration in Fontainebleau. Anschließend arbeitete er als Investmentbanker für die Banque Paribas Capital Markets in London.
Auf einer Dienstreise auf die Bahamas traf er einen Wallstreet-Banker, der Kontakte zum Filmgeschäft hatte. Zusammen mit ihm entwickelte er eine Idee für einen Film, und als die Drehbuch-Entwürfe nicht ihren Vorstellungen entsprachen, schrieb er kurzerhand ein eigenes. Seine ersten beiden Drehbücher wurden für ein Fulbright Fellowship in Screenwriting Award nominiert, so dass er sich vollständig aus dem Bankgeschäft zurückzog.
Seitdem schreibt er Drehbücher für Produktionen in Los Angeles und London. Scriptum lehnt sich an die Thematik von Sakrileg von Dan Brown an. Der Roman wurde 2008 unter dem Titel Scriptum – Der letzte Tempelritter verfilmt und erlebte am 25. Januar 2009 seine Uraufführung.

## Werk

### Romane
- Immortalis („The Sanctuary“). Wunderlich Verlag, Reinbek 2008, ISBN 978-3-8052-0835-2.

- Hörbuch: Immortalis. Gelesen von Wolfram Koch, Dicky Hank u. a. Der Audio-Verlag, Berlin 2010, ISBN 978-3-89813-738-6. (Lesung, 5 CDs, 374 Min.)

- Menetekel („The Sign“). Übersetzt von Frank Böhmert, Wunderlich Verlag, Reinbek 2010, ISBN 978-3-8052-0836-9.

- Hörbuch: Menetekel. Gelesen von Johannes Steck, Der Audio-Verlag, Berlin 2010, ISBN 978-3-89813-897-0. (Lesung, 6 CDs, 422 Min.)

#### Sean Reilly & Tess Chaykin Reihe
- Scriptum („The Last Templar“). Rowohlt, Reinbek 2005, ISBN 3-499-24208-7.

- Hörbuch: Scriptum. Gelesen von Heikko Deutschmann. Der Audio Verlag, Berlin 2006, ISBN 3-89813-521-7. (Lesung, 5 CDs, 388 Min.)

- Dogma („The Templar Salvation“). Übersetzt von Anja Schünemann, Rowohlt, 2011, ISBN 978-3-499-25638-7.

- Hörbuch: Dogma. Gelesen von Simon Jäger, Der Audio-Verlag, Berlin 2011, ISBN 978-3-86231-075-3. (Lesung, 6 CDs, 457 Min.)

- Memoria („The Devil´s Elixir“). Rowohlt, Reinbek 2012, ISBN 3-499-25976-1.
- Furia („Rasputin's Shadow“). Piper Verlag 2015, ISBN 3-492-06011-0.
- Malum („The End Game“). Piper Paperback 2016, ISBN 3-492-06028-5.

### Drehbuch
- A journalist, a minister and a conservative group (Spooks, Teil 31).
- Dinotopia.